# Amblyrhynchotes
Amblyrhynchotes is een geslacht van straalvinnige vissen uit de familie van kogelvissen (Tetraodontidae). Het geslacht is voor het eerst wetenschappelijk beschreven in 1856 door Troschel.

## Soorten
- Amblyrhynchotes honckenii (Bloch, 1785)
- Amblyrhynchotes rufopunctatus Li, 1962